# Антун Банек
Антрун Банек (Крижевци, 27. април 1901 — Загреб 18. март 1987) бивши је југословенски репрезентативац у друмском бициклизму. 
Био је члан Бициклистичког клуба Грађански из Загреба.
Учествоваио је на 9. Летњим олимпијским играма 1928. у Амстердаму у друмској бициклистичкој трци где је у појединачној трци (168 км) резултатом 5.55:27 освојио 60 место од 75 учесника. Екипа у којој су поред њега били Јосип Шолар (37), Стјепан Љубић (48) и Јосип Шкрабл (53) (за екипу бодована само три најбоља) заузела је 12 место од 15 екипа резултатом 16.47:53 часа. 